# Pierre Brinsolles
Pas d'image ? Cliquez ici

a Compétitions nationales et continentales officielles uniquement.

b Matchs officiels uniquement.
Pierre Brinsolles, né le 3 mai 1908 à Bordeaux et mort le 3 mai 1976 à Saint-Laurent, est un joueur de rugby à XV et international français de rugby à XIII, évoluant au poste de demi de mêlée.

## Palmarès

### En tant que joueur de rugby à XIII
- Collectif[1] :
  - Vainqueur de la Coupe d'Europe des nations : 1939 (France).
  - Vainqueur du Championnat de France : 1935 (Villeneuve-sur-Lot).
  - Vainqueur de la Coupe de France : 1937 (Villeneuve-sur-Lot).
  - Finaliste du Championnat de France : 1938 et 1939 (Villeneuve-sur-Lot).
  - Finaliste de la Coupe de France : 1936 et 1938 (Villeneuve-sur-Lot).

### Détails en sélection
| Matchs internationaux de Pierre Brinsolles | Matchs internationaux de Pierre Brinsolles | Matchs internationaux de Pierre Brinsolles | Matchs internationaux de Pierre Brinsolles | Matchs internationaux de Pierre Brinsolles | Matchs internationaux de Pierre Brinsolles | Matchs internationaux de Pierre Brinsolles | Matchs internationaux de Pierre Brinsolles | Matchs internationaux de Pierre Brinsolles | Matchs internationaux de Pierre Brinsolles | Matchs internationaux de Pierre Brinsolles | Matchs internationaux de Pierre Brinsolles |
|                                            | Date                                       | Adversaire                                 | Résultat                                   | Compétition                                | Poste                                      | Points                                     | Essais                                     | Pen.                                       | Drops                                      |                                            |                                            |
| ------------------------------------------ | ------------------------------------------ | ------------------------------------------ | ------------------------------------------ | ------------------------------------------ | ------------------------------------------ | ------------------------------------------ | ------------------------------------------ | ------------------------------------------ | ------------------------------------------ | ------------------------------------------ | ------------------------------------------ |
| sous les couleurs de la France             |                                            |                                            |                                            |                                            |                                            |                                            |                                            |                                            |                                            |                                            |                                            |
| 1                                          | 6 décembre 1936                            | Pays de Galles                             | 3-9                                        | Coupe d'Europe                             | Demi de mêlée                              | -                                          | -                                          | -                                          | -                                          |                                            |                                            |
| 2                                          | 21 mars 1937                               | Dominion XIII                              | 8-5                                        | Test match                                 | Demi de mêlée                              | -                                          | -                                          | -                                          | -                                          |                                            |                                            |
| 3                                          | 10 avril 1937                              | Angleterre                                 | 15-17                                      | Coupe d'Europe                             | Demi de mêlée                              | -                                          | -                                          | -                                          | -                                          |                                            |                                            |
| 4                                          | 16 janvier 1938                            | Australie                                  | 11-16                                      | Test match                                 | Demi de mêlée                              | -                                          | -                                          | -                                          | -                                          |                                            |                                            |
| 5                                          | 20 mars 1938                               | Angleterre                                 | 15-17                                      | Coupe d'Europe                             | Demi de mêlée                              | -                                          | -                                          | -                                          | -                                          |                                            |                                            |
| 6                                          | 2 avril 1938                               | Pays de Galles                             | 2-189                                      | Coupe d'Europe                             | Demi de mêlée                              | -                                          | -                                          | -                                          | -                                          |                                            |                                            |
| 7                                          | 25 février 1939                            | Angleterre                                 | 12-9                                       | Coupe d'Europe                             | Demi de mêlée                              | -                                          | -                                          | -                                          | -                                          |                                            |                                            |
| 8                                          | 16 avril 1939                              | Pays de Galles                             | 16-10                                      | Coupe d'Europe                             | Demi de mêlée                              | -                                          | -                                          | -                                          | -                                          |                                            |                                            |

#### Statistiques
| Saison    | Saison        | Championnat           | Championnat | Championnat | Championnat | Championnat | Championnat | Championnat | Coupe           | Coupe      | Coupe | Coupe | Coupe | Coupe | Coupe | Sélection | Sélection | Sélection | Sélection | Sélection | Sélection | Sélection |
| Saison    | Saison        | Comp.                 | Class.      | M           | Pts         | Ess.        | Buts        | Dp.         | Comp.           | Class.     | M     | Pts   | Ess.  | Buts  | Dp.   | Comp.     | M         | Pts       | Ess.      | Buts      | Dp.       |           |
| --------- | ------------- | --------------------- | ----------- | ----------- | ----------- | ----------- | ----------- | ----------- | --------------- | ---------- | ----- | ----- | ----- | ----- | ----- | --------- | --------- | --------- | --------- | --------- | --------- | --------- |
| 1934-1935 | SA Villeneuve | Championnat de France | Champion    | ?           | -           | -           | -           | -           | Coupe de France | 1/2 finale | ?     | -     | -     | -     | -     |           |           |           |           |           |           |           |
| 1935-1936 | SA Villeneuve | Championnat de France | 1/4 finale  | ?           | -           | -           | -           | -           | Coupe de France | Finaliste  | ?     | -     | -     | -     | -     |           |           |           |           |           |           |           |
| 1936-1937 | SA Villeneuve | Championnat de France | 7e          | ?           | -           | -           | -           | -           | Coupe de France | Vainqueur  | ?     | -     | -     | -     | -     |           |           |           |           |           |           |           |
| 1937-1938 | SA Villeneuve | Championnat de France | Finaliste   | ?           | -           | -           | -           | -           | Coupe de France | Finaliste  | ?     | -     | -     | -     | -     |           |           |           |           |           |           |           |
| 1938-1939 | SA Villeneuve | Championnat de France | Finaliste   | ?           | -           | -           | -           | -           | Coupe de France | 1/4 finale | ?     | -     | -     | -     | -     |           |           |           |           |           |           |           |